# Larissa Netšeporuk
Larissa Netšeporuk (ukrainisch Лариса Нечипорук, Laryssa Netschyporuk, engl. Transkription Larysa Nechyporuk, geb. Тетерюк – Teterjuk – Teteryuk; * 24. Dezember 1970 in Romny) ist eine estnische Siebenkämpferin ukrainischer Herkunft.
Bei den Leichtathletik-Europameisterschaften 1994 in Helsinki kam sie auf Rang 13 und bei den Olympischen Spielen 2000 in Sydney auf Rang 20. 
Für Estland startend wurde sie 2002 Achte beim Fünfkampf den Leichtathletik-Halleneuropameisterschaften in Wien sowie Zwölfte bei den Europameisterschaften in München und gewann beim Décastar.
Jeweils Siebte wurde sie bei den Leichtathletik-Weltmeisterschaften 2003 in Paris/Saint-Denis und beim Fünfkampf der Leichtathletik-Hallenweltmeisterschaften 2004 in Budapest.

## Persönliche Bestleistungen
- Siebenkampf: 6331 Punkte, 28. Mai 2000, Maribor
- Fünfkampf (Halle): 4382 Punkte, 4. Februar 1995, Saporischschja